# Edo

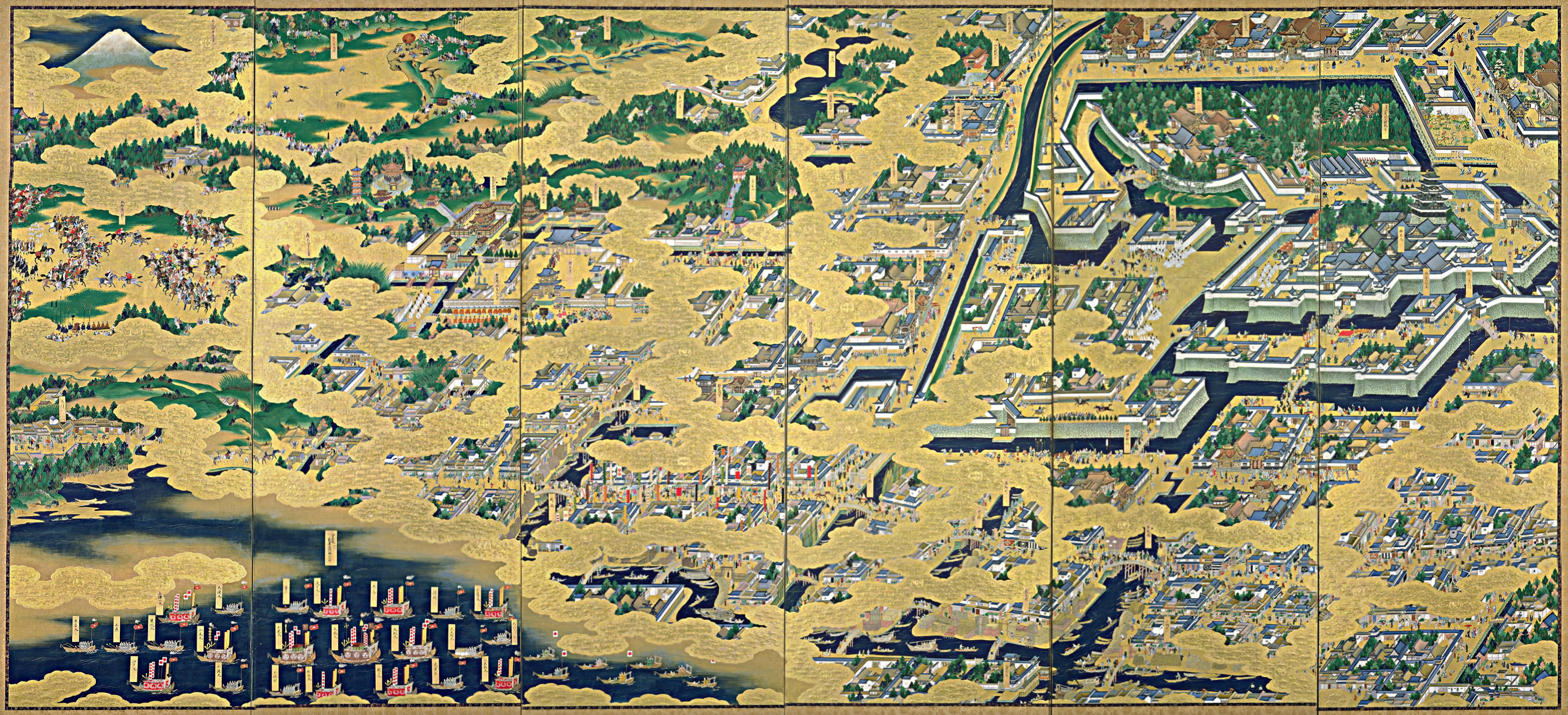
Mapa de Edo, obra anónima del.

Edo (江戸 edo?,  «estuario»), a veces romanizado como Jedo, Yedo o Yeddo, es el nombre que ostentó la actual ciudad de Tokio hasta 1868, año de la restauración Meiji. Edo fue la sede de poder del Shogunato Tokugawa, que gobernó Japón entre 1603 y 1868. Durante este período la ciudad creció hasta convertirse en una de las grandes urbes del mundo y lugar de una cultura urbana centrada en la noción de un «mundo flotante».

## Historia
Aunque hubo asentamientos en las colinas de la Bahía de Tokio durante varios siglos, el primer gran hito en la historia de ciudad fue la construcción del Castillo Edo en 1457 por Ōta Dōkan, durante el Período Muromachi. En 1525 el Castillo fue tomado por Hōjō Ujitsuna. Sin embargo, fue durante el período Azuchi-Momoyama cuando Edo comenzó a tener un papel importante dentro del propio Japón; para entonces ya se había convertido en el centro principal de la Región de Kantō. En 1590 las tropas de Ieyasu Tokugawa tomaron el control del Castillo de Edo, convirtiéndolo en su cuartel general. En aquel momento el asentamiento que rodeaba la fortaleza estaba compuesta por unas cuantas cabañas, pero Ieyasu emprendió el levantamiento de una nueva ciudad mediante el establecimiento de guerreros y artesanos, además de emprender un reforzamiento de las defensas del castillo. En 1606 los recintos exteriores del Castillo fueron completados.

### Período Tokugawa
En 1603 se estableció oficialmente el shogunato Tokugawa, dando comienzo también al Período Edo. A pesar de que la residencia del Emperador permanecía en Kioto y era esta la capital oficial de Japón, en Edo se encontraba el poder político real y por ello funcionó como la capital de facto del país.
Después del establecimiento del nuevo régimen, los demás señores feudales (Daimyō) de todo el país empezaron a establecer residencias (町奉行 Sankin kōtai?) en Edo, en las cuales además residían sus mujeres e hijos. El Castillo de Edo, convertido en una fortaleza inexpugnable, pasó a ser la residencia del Shōgun y el principal centro de poder de todo el país. Alrededor del castillo se fue formando un importante núcleo urbano compuesto por residencias oficiales, distritos samurái y distritos comerciales. Hacia 1721, Edo había pasado a tener una población estimada de más de 1.000.000 de habitantes, siendo en aquel momento la urbe más grande del mundo. Hacia finales del siglo XIII solamente los distritos comerciales de la ciudad tenían una población superior al medio millón de personas. Debido a la presencia de numerosos comerciantes y hombres de negocios, Edo también se convirtió en un importante centro económico y cultural del Shogunato.

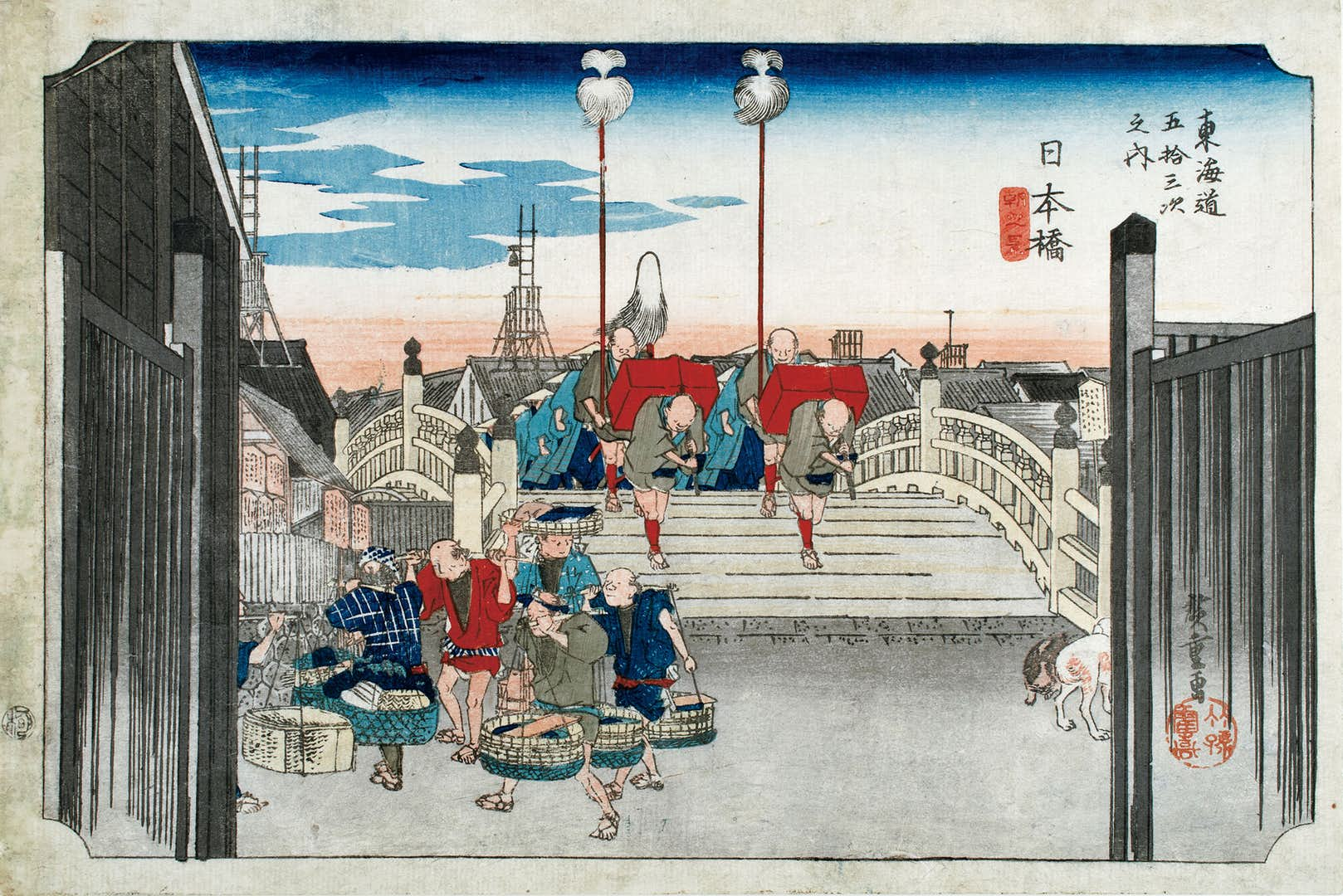
Nihonbashi en Edo, un ukiyo-e obra de Utagawa Hiroshige.

Edo también se constituyó como un centro de comunicaciones de primer orden, siendo el lugar donde se concentraban las cinco principales rutas que enlazaban la ciudad con el resto del país. A pesar del interés inicial de Ieyasu Tokugawa por potenciar las relaciones comerciales con países extranjeros, Edo nunca se convirtió en un puerto para el comercio exterior, en parte por la preferencia que los comerciantes extranjeros tenían por los puertos meridionales de Kyūshū. La posterior política aislacionista del país echaría por tierra esta posibilidad. Durante esta época, Edo se vio devastada por el fuego en repetidas ocasiones, siendo quizás el Gran incendio de Meireki de 1657 el más destructivo de todos cuanto la asolaron. En 1668 otro gran incendio asoló la ciudad durante al menos 45 días. Se estima que unos 100 incendios de diversa índole asolaron la ciudad durante el Período Edo. Estos llegaron a hacerse tan frecuentes que llegó a conocérseles como las «flores de Edo».
En 1855, a consecuencia del Gran Terremoto de Edo, buena parte del núcleo urbano se vio gravemente afectado.
En 1868, con la crisis y desaparición del shogunato, la ciudad fue renombrada «Tokio», que en japonés significa capital del Este. Durante la Restauración el emperador Mutsuhito viajó a Tokio por primera vez y se instaló allí de forma efectiva. De esta manera, la ciudad se convirtió finalmente en la capital de Japón.

## Gobierno y administración
La administración de Edo estaba a cargo de dos Magistrados de la ciudad (町奉行 Machi-bugyō?), cada uno de los cuales tenía bajo su jurisdicción una de las mitades del núcleo urbano. Estos magistrados estaban a cargo directamente de la policía y de un Servicio de bomberos (町火消 Machibikeshi?). También existían otros altos funcionarios a cargo de diversas materias relacionadas con la administración: construcción, edificios, terrenos urbanos, abastecimientos, infraestructuras, avituallamiento militar, etc.